# Ferrières-la-Verrerie
Ne doit pas être confondu avec Ferrières-les-Verreries.
Ferrières-la-Verrerie  est une commune française, située dans le département de l'Orne en région Normandie, peuplée de 148 habitants.

## Géographie

### Hydrographie
La commune est traversée par la ligne de partage des eaux entre les bassins hydrographiques Seine-Normandie et Loire-Bretagne. Elle est drainée par la Risle, le Don, le Fay, le ruisseau de Fay, le fossé 02 de la commune de Ferrières-la-Verrerie, le fossé 03 de la commune de Ferrières-la-Verrerie, le ruisseau de Bourse, le ruisseau de la Genevraie, le ruisseau de Launay, le ruisseau de Loisellière, le Surgoutte et l'Orgueil,,.
La Risle, d'une longueur de 145 km, prend sa source dans la commune de Planches et se jette  dans la Seine à Berville-sur-Mer, après avoir traversé 52 communes. 
Le Don, d'une longueur de 30 km, prend sa source dans la commune de Brullemail et se jette  dans l'Orne à Almenêches, après avoir traversé dix communes. 

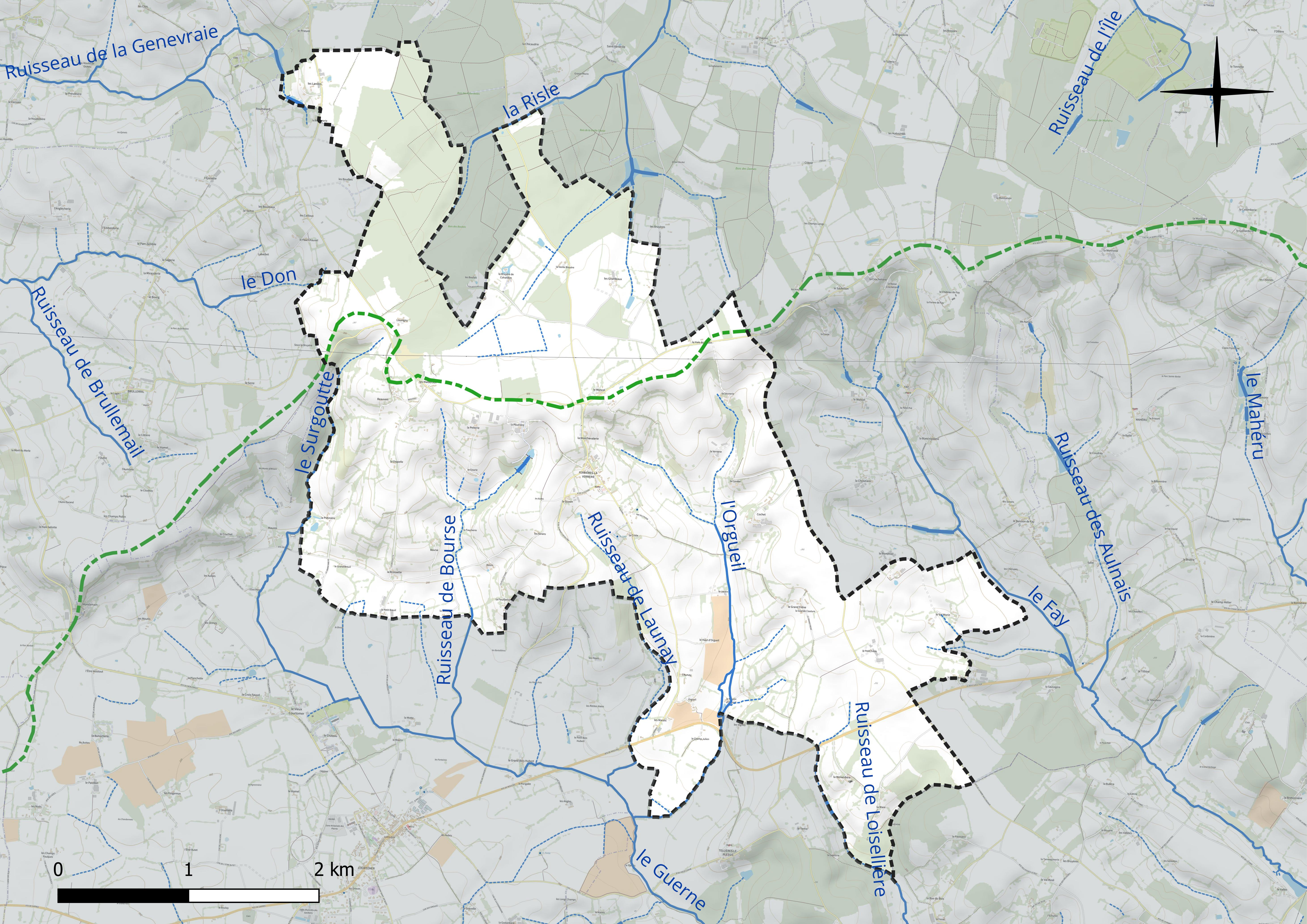
Réseau hydrographique de Ferrières-la-Verrerie.

### Climat
Pour des articles plus généraux, voir Climat de la Normandie et Climat de l'Orne.
En 2010, le climat de la commune est de type climat océanique dégradé des plaines du Centre et du Nord, selon une étude du CNRS s'appuyant sur une série de données couvrant la période 1971-2000. En 2020, Météo-France publie une typologie des climats de la France métropolitaine dans laquelle la commune est exposée à un climat océanique altéré et est dans la région climatique Normandie (Cotentin, Orne), caractérisée par une pluviométrie relativement élevée (850 mm/a) et un été frais (15,5 °C) et venté. Parallèlement le GIEC normand, un groupe régional d’experts sur le climat, différencie quant à lui, dans une étude de 2020, trois grands types de climats pour la région Normandie, nuancés à une échelle plus fine par les facteurs géographiques locaux. La commune est, selon ce zonage, exposée à un « climat contrasté des collines », correspondant au Pays d'Ouche et au Perche et bénéficiant d’un caractère continental affirmé avec des précipitations atténuées et des amplitudes thermiques fortes.
Pour la période 1971-2000, la température annuelle moyenne est de 9,7 °C, avec une amplitude thermique annuelle de 14,7 °C. Le cumul annuel moyen de précipitations est de 834 mm, avec 13 jours de précipitations en janvier et 8,1 jours en juillet. Pour la période 1991-2020, la température moyenne annuelle observée sur la station météorologique la plus proche, située sur la commune du Merlerault à 9 km à vol d'oiseau, est de 0,0 °C et le cumul annuel moyen de précipitations est de 0,0 mm,. Pour l'avenir, les paramètres climatiques de la commune estimés pour 2050 selon différents scénarios d’émission de gaz à effet de serre sont consultables sur un site dédié publié par Météo-France en novembre 2022.

## Urbanisme

### Typologie
Au 1er janvier 2024, Ferrières-la-Verrerie est catégorisée commune rurale à habitat très dispersé, selon la nouvelle grille communale de densité à sept niveaux définie par l'Insee en 2022.
Elle est située hors unité urbaine et hors attraction des villes,.

### Occupation des sols
L'occupation des sols de la commune, telle qu'elle ressort de la base de données européenne d’occupation biophysique des sols Corine Land Cover (CLC), est marquée par l'importance des territoires agricoles (89,4 % en 2018), en diminution par rapport à 1990 (90,8 %).
La répartition détaillée en 2018 est la suivante : prairies (60,9 %), terres arables (28 %), forêts (10,6 %), zones agricoles hétérogènes (0,6 %).
L'évolution de l’occupation des sols de la commune et de ses infrastructures peut être observée sur les différentes représentations cartographiques du territoire : la carte de Cassini (XVIIIe siècle), la carte d'état-major (1820-1866) et les cartes ou photos aériennes de l'IGN pour la période actuelle (1950 à aujourd'hui).

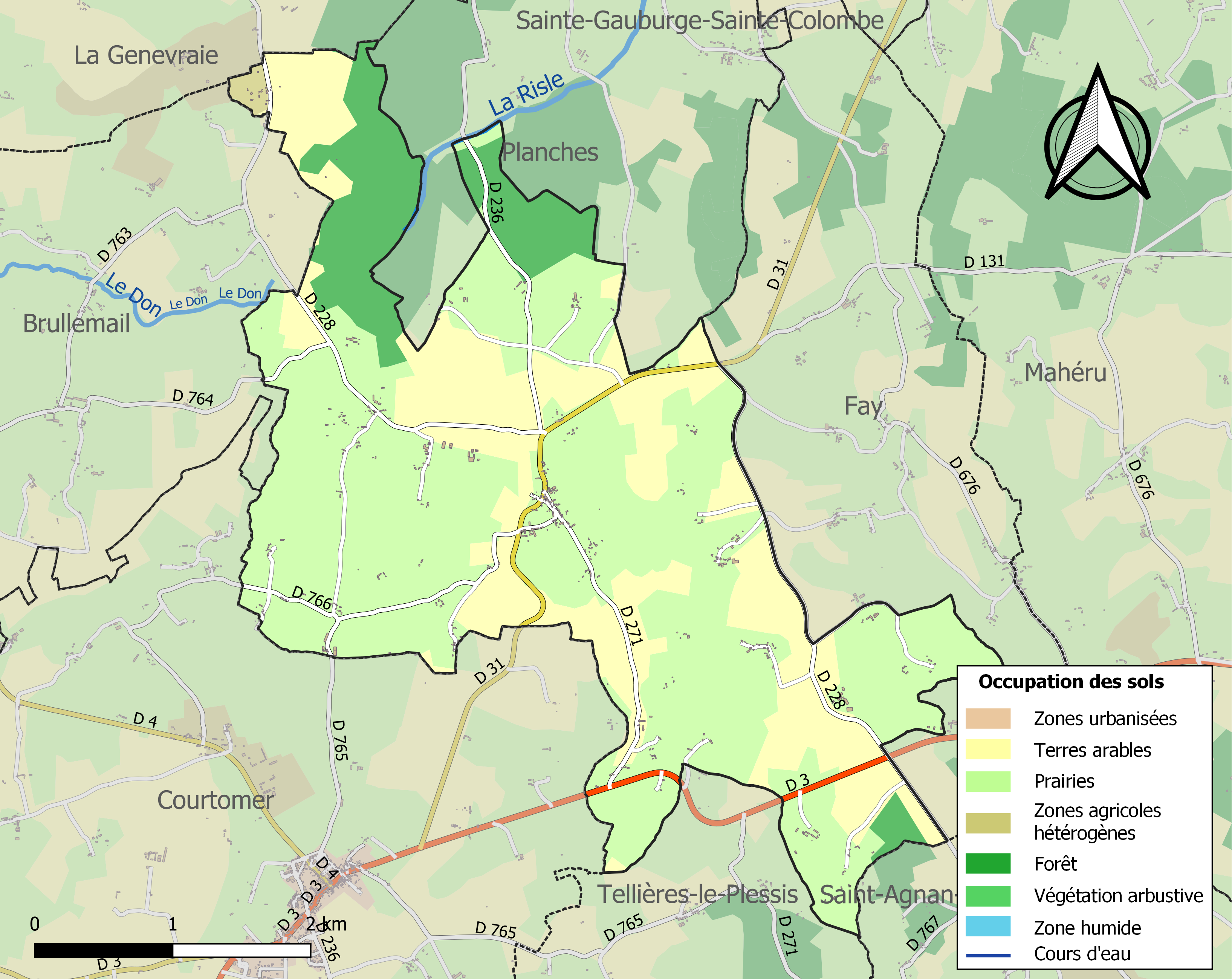
Carte des infrastructures et de l'occupation des sols de la commune en 2018 (CLC).

## Toponymie
Le nom de la localité est attesté sous la forme Ferrerie vers 1335.
De l'oil ferriere, « Installation pour extraire, fondre et forger le fer ». Dérivé de fer, avec le suffixe -ière.
« Du Moyen Âge, et même probablement dès l’âge du fer, jusqu’au milieu du XIXe siècle, le minerai de fer était extrait à ciel ouvert, dans des minières creusées au niveau des affleurements du gisement de fer ».
Le déterminant -la-Verrerie  illustre le passé flamboyant de la verrerie dans l’Orne, du Moyen Âge jusqu'à la crise des années 1930.

## Politique et administration
| Période                                  | Période   | Identité                 | Étiquette | Qualité                                                                         |
| ---------------------------------------- | --------- | ------------------------ | --------- | ------------------------------------------------------------------------------- |
| avant 1988                               | ?         | Michel Geffrin           |           |                                                                                 |
| ?                                        | mars 2001 | Marie-Claude Duvaldestin |           |                                                                                 |
| mars 2001                                | mars 2008 | Liliane Douet            | SE        | Conseillère sociale                                                             |
| mars 2008                                | juin 2014 | Hervé Fournet            | SE        | Transporteur                                                                    |
| juin 2014                                | En cours  | Béatrice Métayer         | SE-DVD    | Éleveuse de chevaux , conseillère départementale du canton de Radon depuis 2015 |
| Les données manquantes sont à compléter. |           |                          |           |                                                                                 |

## Démographie
L'évolution du nombre d'habitants est connue à travers les recensements de la population effectués dans la commune depuis 1793. Pour les communes de moins de 10 000 habitants, une enquête de recensement portant sur toute la population est réalisée tous les cinq ans, les populations de référence des années intermédiaires étant quant à elles estimées par interpolation ou extrapolation. Pour la commune, le premier recensement exhaustif entrant dans le cadre du nouveau dispositif a été réalisé en 2008.
En 2022, la commune comptait 148 habitants, en évolution de −4,52 % par rapport à 2016 (Orne : −3,21 %, France hors Mayotte : +2,11 %).
| 1793 | 1800 | 1806 | 1821 | 1836 | 1841 | 1846 | 1851 | 1856 |
| ---- | ---- | ---- | ---- | ---- | ---- | ---- | ---- | ---- |
| 850  | 839  | 924  | 922  | 781  | 739  | 721  | 688  | 681  |

| 1861 | 1866 | 1872 | 1876 | 1881 | 1886 | 1891 | 1896 | 1901 |
| ---- | ---- | ---- | ---- | ---- | ---- | ---- | ---- | ---- |
| 649  | 640  | 611  | 609  | 590  | 602  | 562  | 502  | 504  |

| 1906 | 1911 | 1921 | 1926 | 1931 | 1936 | 1946 | 1954 | 1962 |
| ---- | ---- | ---- | ---- | ---- | ---- | ---- | ---- | ---- |
| 454  | 458  | 382  | 386  | 373  | 370  | 384  | 372  | 366  |

| 1968 | 1975 | 1982 | 1990 | 1999 | 2006 | 2008 | 2013 | 2018 |
| ---- | ---- | ---- | ---- | ---- | ---- | ---- | ---- | ---- |
| 322  | 273  | 215  | 186  | 196  | 208  | 212  | 171  | 143  |

| 2022 | - | - | - | - | - | - | - | - |
| ---- | - | - | - | - | - | - | - | - |
| 148  | - | - | - | - | - | - | - | - |

## Culture locale et patrimoine

### Lieux et monuments
- L'église Saint-Agnan du XVe siècle est de style néo-gothique. Elle abrite un retable, avec baiser de paix, classé au titre objet au monuments historiques[36]. Ce retable fut offert en 1750 par l'abbé Coffin[réf. nécessaire].
- Le monument aux morts.
- Le château de la Morandière. Restes d'une maison forte du XIVe siècle, remaniée aux XVIe et XIXe siècles[37].
- Ancienne commanderie templière de Louvigny[38].

### Personnalités liées à la commune
Le comédien Patrick Floersheim est inhumé dans la commune.